# Schifffahrtskanal (Interlaken)

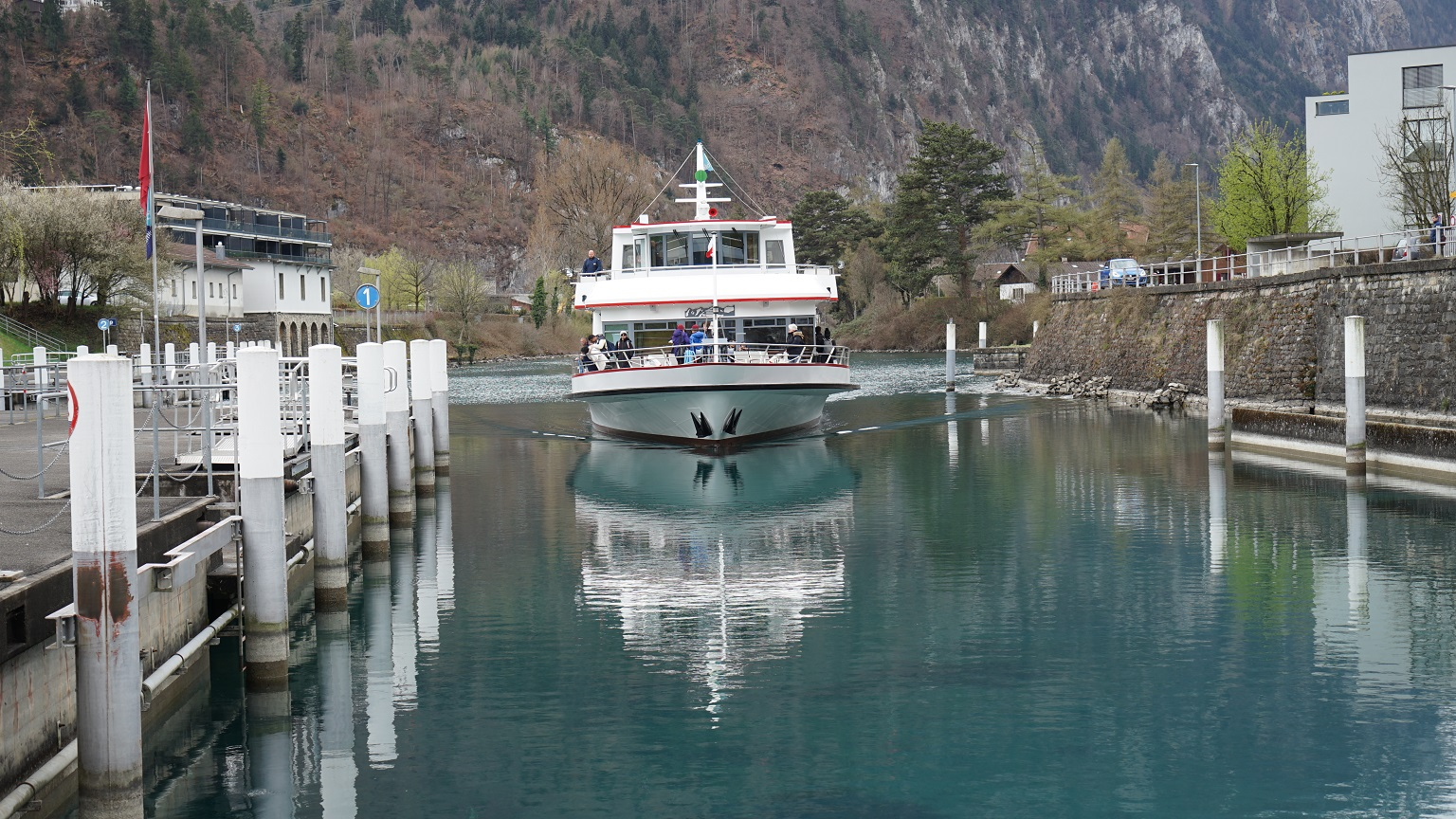
«Lände 1» der Schiffstation Interlaken West (2023)

Der Schifffahrtskanal (historisch «Schiffahrts-Kanal vom Thunersee bis Interlaken») ist ein 2772 Meter langer Kanal zwischen dem Thunersee und den Schiffsländen am Bahnhof Interlaken West im Kanton Bern in der Schweiz. Das Bauwerk wurde am 4. Juni 1892 mit dem Dampfer Bubenberg eröffnet.

## Geographie und Abmessungen
Der Kanal verläuft südlich der begradigten Aare. Durch deren Gewässerkorrektion entstand in Interlaken eine Höhendifferenz von 3,50 Metern zwischen Fluss und Kanal, die für den Betrieb des Wasserkraftwerks von Interlaken ausgenutzt wird. Zudem verhindert das abfliessende Wasser von neun bis fünfzehn Kubikmeter in der Sekunde ein Zufrieren des Kanals.
Die letzten 300 Meter des 2772 Meter langen Kanals wurden für die Anlage von zwei Länden und einer Wendestelle für Schiffe verbreitert. Die Sohlenhöhe des Kanals wurde auf 558 m ü. M. festgelegt. Die Wassertiefe beträgt bei Niederwasserstand 2,30–2,50 Meter und bei Sommerwasserstand 2,80–3,00 Meter. Das gewöhnliche Sommerhochwasser lag 1899 0,30 Meter über dem Sommerwasserstand. Steindämme an der Mündung bieten Schutz gegen «heftig auftretende Nordwestwinde». An der Einfahrt in den See hat der Kanal eine Breite von 80 Metern, die sich gleichmässig verringert. Die Sohlenbreite wurde auf 25 Meter festgelegt, sie erweitert sich in der Kurve im oberen Drittel auf 35 Meter. Zwei Raddampfer können im Wasserbauwerk einander passieren.

## Geschichte
Nach ersten Plänen aus dem Jahr 1825, die nicht weiter verfolgt wurden, entstanden in den 1840er und 1860er Jahren Pläne für eine durchgehende Kanalverbindung vom Thuner- zum Brienzersee. Der Höhenunterschied von sechs Metern zwischen den Seen sollte durch Kammerschleusen überwunden werden. Die Regierung gab jedoch dem Bau der «Bödelibahn» den Vorzug. Diese kreuzt die Aare zweimal im Osten von Interlaken und machte so einen durchgehenden Kanal ohne Verlegung der Bahn unmöglich.
Für die «Vereinigte Dampfschiffahrtsgesellschaft des Thuner- und Brienzersee's» (VDG) wurde es notwendig, ihre Schiffsstation von Neuhaus möglichst nahe an die Bahnstation Aarmühle zu verlegen. Erste Vorstudien erfolgten 1888. Eine Kanalisierung der Aare wurde ausgeschlossen, da diese ein 4,50 Meter hohes Überfallwehr erfordert hätte. Die grossen Unterschiede der Abflussmengen des Flusses zwischen 5 m³ und 240 m³ in der Sekunde hätten bei extremem Hochwasser eine Bedrohung von Wehr und Anliegern bedeutet.
Die Pläne des Kanalbaus erforderten eine Korrektion der Aare. Diese wurde durch einen 500 Meter langen Durchstich und weitere Verlegungen ihres Laufs begradigt. Bund und Kanton beschlossen im Oktober und November 1890, sich jeweils mit einem Drittel an den Kosten von 460'000 Franken an der Korrektion zu beteiligen. Das neue Aarebett wurde mit einer Sohlenbreite von 40 Metern geplant. Dazu wurden innerhalb des Jahres 1891 121'000 m³ Erdaushub und Baggerungen bewältigt sowie Bauten und Bruchsteinvorlagen mit einem Volumen von 26'760 m³ angelegt.

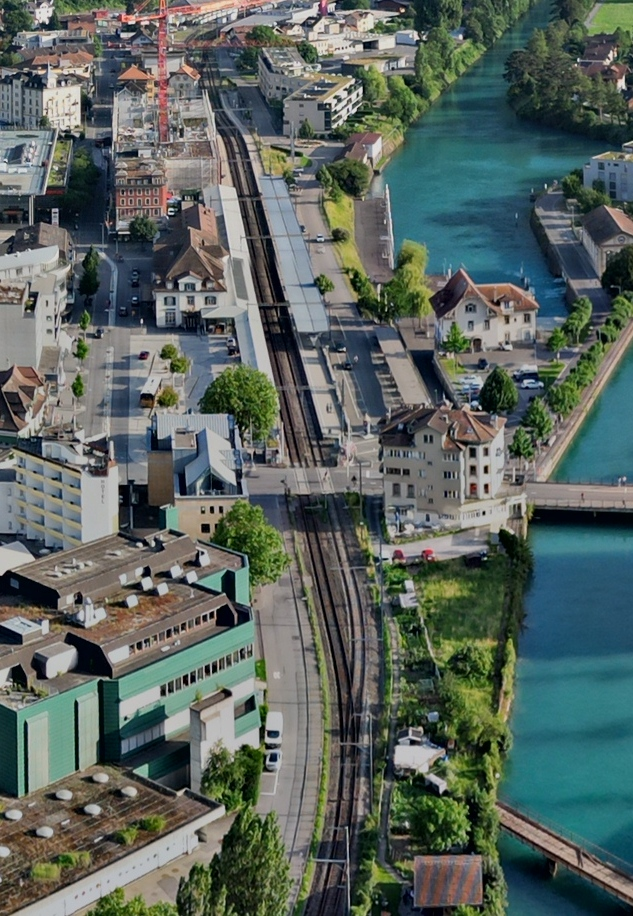
Luftbild mit dem Bahnhof (links), dem Kanal (rechts oben) und der Aare (ganz rechts)

Mit Fortschreiten der Aarekorrektion wurde des Kanalbett angelegt. Der Kanal durchschneidet zweimal den Lauf der alten Aare. Von Januar 1891 bis Juni 1892 wurden 531'000 m³ Erdaushub und Baggerungen bewältigt sowie Bauten und Bruchsteinvorlagen mit einem Volumen von 36'700 m³ angelegt. Neben einem «Exkavator» für Trockenaushub kam ein Schwimmbagger von der Juragewässerkorrektion zum Einsatz. Dieser wurde nebst zwei Klappschiffen am Bielersee zerlegt und nach dem Transport in Interlaken wieder montiert. Ende Juli 1891 konnten die Nassbaggerungen aufgenommen werden, wobei etwa 210'000 m³ mittels der Klappschiffe im See versenkt wurden. Mit dem restlichen Baggergut und dem Trockenaushub wurden Altarme verfüllt. Der Kanal wurde planmässig im Juni 1892 mit einer provisorischen Landungsbrücke eröffnet. Die Länden konnten bei laufendem Betrieb fertiggestellt werden.
Die Gesamtkosten des Kanals beliefen sich mit Landerwerb auf 1'790'600 Franken. Eine Unterführung zum Bahnhofplatz war darin enthalten, nicht jedoch das neue Stations- und Verwaltungsgebäude an den Schiffsländen.
Für deren Anlage wurde die alte Gasfabrik der Beleuchtungsgesellschaft abgerissen. Als Ausgleich erhielt diese eine der Turbinen des neu erbauten Kraftwerks. Der Bau des Kraftwerks und eines Nadelwehrs, das dessen Betrieb bei Niederwasser sicherstellt, erforderte 365'000 Franken. Diesen gegenüber standen Einnahmen, da zwei Turbinen an die Beleuchtungsgesellschaft verpachtet wurden. Zwischen Kanal und Aare wurde eine Fischtreppe nach dem Prinzip der «Mac Donald’schen Gegenstromtreppe» angelegt.

### Schiffstation Interlaken West
Die Schiffländte «Schiffstation Interlaken West»  wurde seit 1892 modernisiert. Die Landungsbrücke am «Querperron» wurde entfernt. Die Schiffe machen dort an einem modernen Anleger («Lände 1») aus Beton fest. Westwärts bestehen die «Länden 2» und «3». Betreiber der Einrichtung ist die BLS Schifffahrt.

## Belege
1. ↑  André Dähler: Der Dampfschiffkanal von Interlaken. In: berneroberlaender.ch. 24. Oktober 2018.
2. ↑  Allemann: Der Schiffahrts-Kanal vom Thunersee bis Interlaken. 1899, S. 101, 118–119, 140.
3. ↑  Interlaken. In: Charles Knapp, Maurice Borel, Victor Attinger (Hrsg.): Geographisches Lexikon der Schweiz. Band 2: Emmenholz–Kraialppass. Neuenburg 1904, S. 633.
4. ↑  Allemann: Der Schiffahrts-Kanal vom Thunersee bis Interlaken. 1899, S. 117–118.
5. ↑  Allemann: Der Schiffahrts-Kanal vom Thunersee bis Interlaken. 1899, S. 98–99.
6. ↑  Allemann: Der Schiffahrts-Kanal vom Thunersee bis Interlaken. 1899, S. 99.
7. ↑  Allemann: Der Schiffahrts-Kanal vom Thunersee bis Interlaken. 1899, S. 101.
8. 1 2  Allemann: Der Schiffahrts-Kanal vom Thunersee bis Interlaken. 1899, S. 101–102.
9. ↑  Allemann: Der Schiffahrts-Kanal vom Thunersee bis Interlaken. 1899, S. 112–113.
10. 1 2 3  Allemann: Der Schiffahrts-Kanal vom Thunersee bis Interlaken. 1899, S. 139.
11. ↑  Allemann: Der Schiffahrts-Kanal vom Thunersee bis Interlaken. 1899, S. 119.
12. ↑  Allemann: Der Schiffahrts-Kanal vom Thunersee bis Interlaken. 1899, S. 140–141.

Koordinaten: 46° 40′ 58″ N, 7° 51′ 2″ O; CH1903: 631518 / 170247